# العيل (ردمان)

تعديل مصدري - تعديل

العيل هي إحدى قرى عزلة ال بقش بمديرية ردمان التابعة لمحافظة البيضاء، بلغ تعداد سكانها 75 نسمة حسب تعداد اليمن لعام 2004.